# Кередж (шахрестан)
Кередж (перс. شهرستان کرج‎) — один из шахрестанов иранской провинции Альборз. Административный центр — город Кередж.
В административном отношении содержит в своём составе два бахша, которые, в свою очередь, подразделяются на шесть сельских округов (дехистанов):
- Меркези (центральный) (перс. بخش مرکزی شهرستان کرج‎)
  - Гермдерре (перс. دهستان گرمدره‎)
  - Кемалабад (перс. دهستان کمالآباد‎)
  - Мохаммедабад (перс. دهستان محمدآباد‎)
- Асара (перс. بخش آسارا‎)
  - Адеран (перс. دهستان آدران‎)
  - Асара (перс. دهستان آسارا‎)
  - Неса (перс. دهستان نسا‎)

В состав шахрестана Кередж входят 6 городов: Кередж, Асара, Гермдерре, Кемальшехр, Махдашт и Мохаммадшахр.

## Население
По данным переписи 2006 года население шахрестана составляло 1 709 481 человек (872 954 мужчины и 836 527 женщин). Насчитывалось 472 365 семьи. Уровень грамотности населения составлял 83,8 %.

## Населённые пункты
| - Адеран - Азадбер - Алиабаде-Гуне - Атешга - Баге-Пир - Варенгеруд - Велайетруд - Веле - Верзен - Голестанек - Джей - Калейе-Рустай - Кезель-Хесар - Кельван - Кондер - Лейлестан - Махмудабад | - Муруд - Неса - Ноуджан - Пуркан - Сервдар - Серек - Сиахкелан - Сиджан - Текийе-Сепехсалар - Чаран - Хасанекдер - Хемеджа - Хузенкела - Шехреке-Нехаль-ве-Безр - Шехрестанек - Эбхерек |